# Хинап
Хинапът (Zizyphus jujuba), известен в България и като финап, янап, барабошка, дзиндзифка или китайска фурма, е ниско дърво или храст от семейство Зърникови. Обикновеният хинап е дърво с височина до 8 m или с храстовиден хабитус. Листата са обикновени, удължено овални, с дължина от 2 до 5 cm и широчина от 1,5 до 2,5 cm. Освен централната жилка, от основата на петурата излизат две дъговидни странични жилки. Периферията на листото е слабо назъбена, а прилистниците са видоизменени в бодли. Цветовете са двуполови, дребни, жълто-зелени и се появяват на групи в основата на листата. Плодът е с костилка с дължина до 3 cm. Той е сферичен или удължен с червено-кафяв цвят и има приятен вкус. Естественият ареал на обикновения хинап е Източна Азия. Вследствие на продължителното му отглеждане в Средиземноморието и Черноморието, на много места се е натурализирал. На някои места в България са създадени изкуствени плантации от обикновен хинап, главно заради вкусните плодове. Достига 4 – 10 m височина. Живее около 100 години. Открити са екземпляри на възраст до 300 години. Започва да плододава на третата година. Стволът, клоните и короната имат специфично изкривяване, което прави хинапа подходящ за декорация на паркове и градини.
Издържа на голяма горещина през лятото. Обича рохкави и варовикови почви с добър дренаж.
Плодовете съдържат много ценни за човешкия организъм хранителни вещества: захари, белтъчини, киселини, мазнини. Особено богати са на кобалт, йод, желязо. Извънредно високо е съдържанието на витамин C. Освен за храна, плодовете се използват като лечебно средство при заболявания на дихателната и храносмилателната система.
Плодовете му имат свойството да понижават артериалното налягане, да регулират холестерола. Извлеци от костилките му имат седативно действие. Уникален ефект имат листата му – потискат сладкия вкус (след едно сдъвкано листо захарта има вкус на пясък за няколко часа). Изследвано е много от китайски, японски и средноазиатски учени, но механизмът на хипотензивното му действие не е ясен.
Хинапът се характеризира с изключително твърдата си дървесина и коленчатите леторасли с изпъкнали възли.
Ако желаете да посадите това растение във вашия двор, есента или пролетта са подходящото време за това. Дръвчетата се засаждат на разстояние 4x4 до 6x6 m. Короните се формират и изграждат почти естествено. Не са отбелязани случаи в България на повреди от болести или неприятели.